# آلیون با (بازیکن فوتبال)
آلیون با (انگلیسی: Alioune Ba؛ زادهٔ ۷ مهٔ ۱۹۸۹) بازیکن فوتبال است.